# St. Wendelin (Schöneberg)

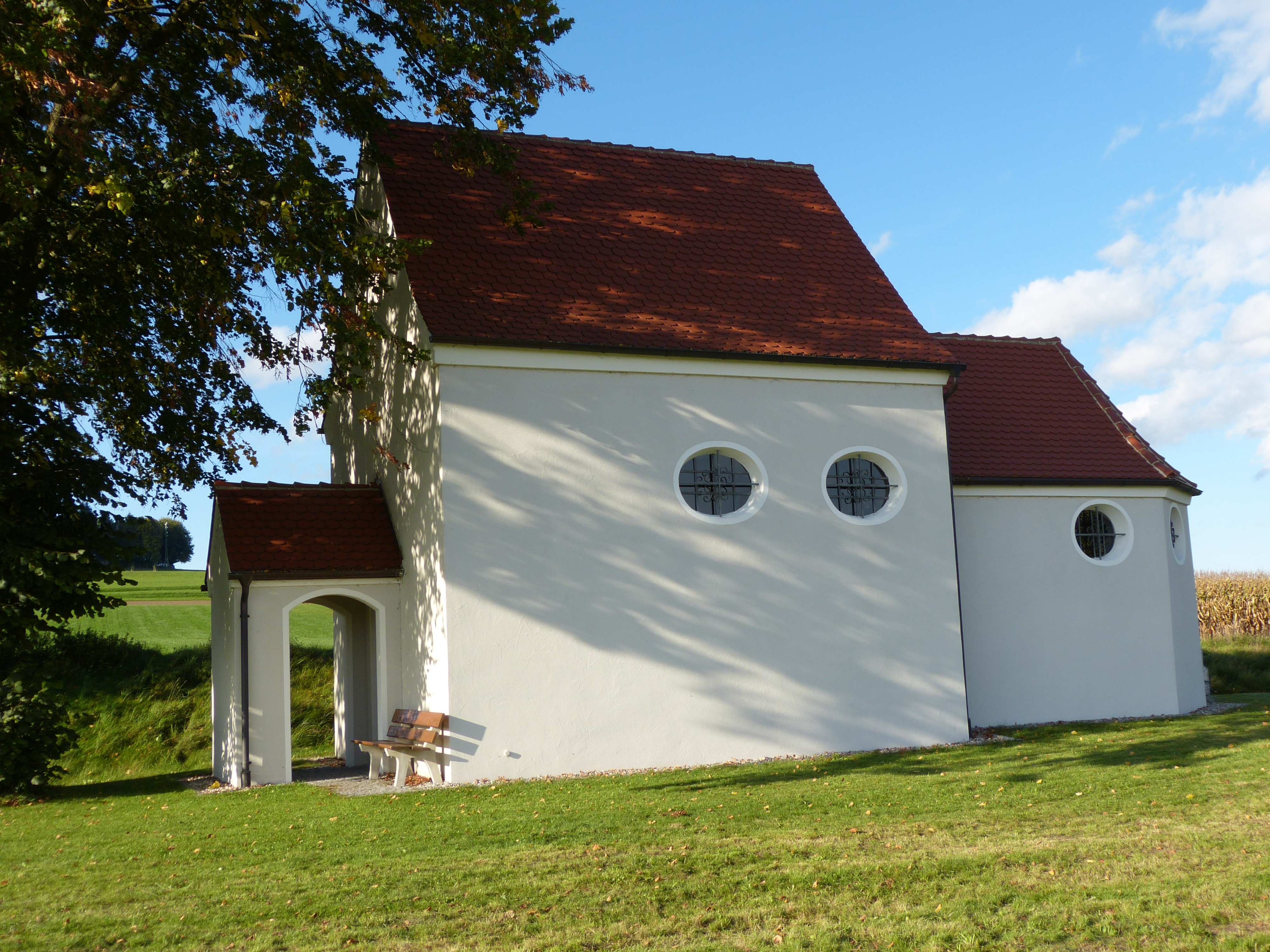
St. Wendelin in Schöneberg

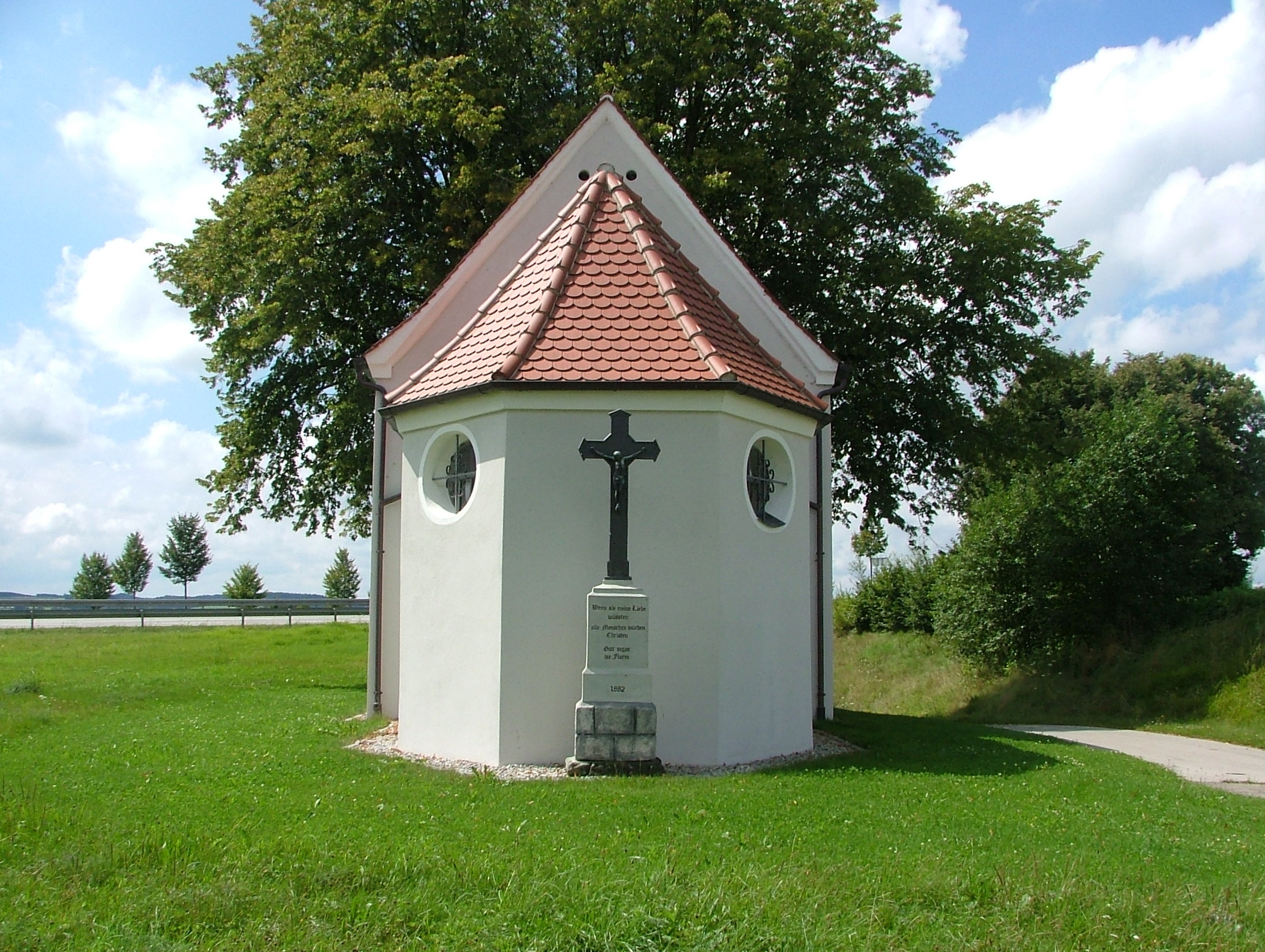
Außenansicht des Chores von St. Wendelin

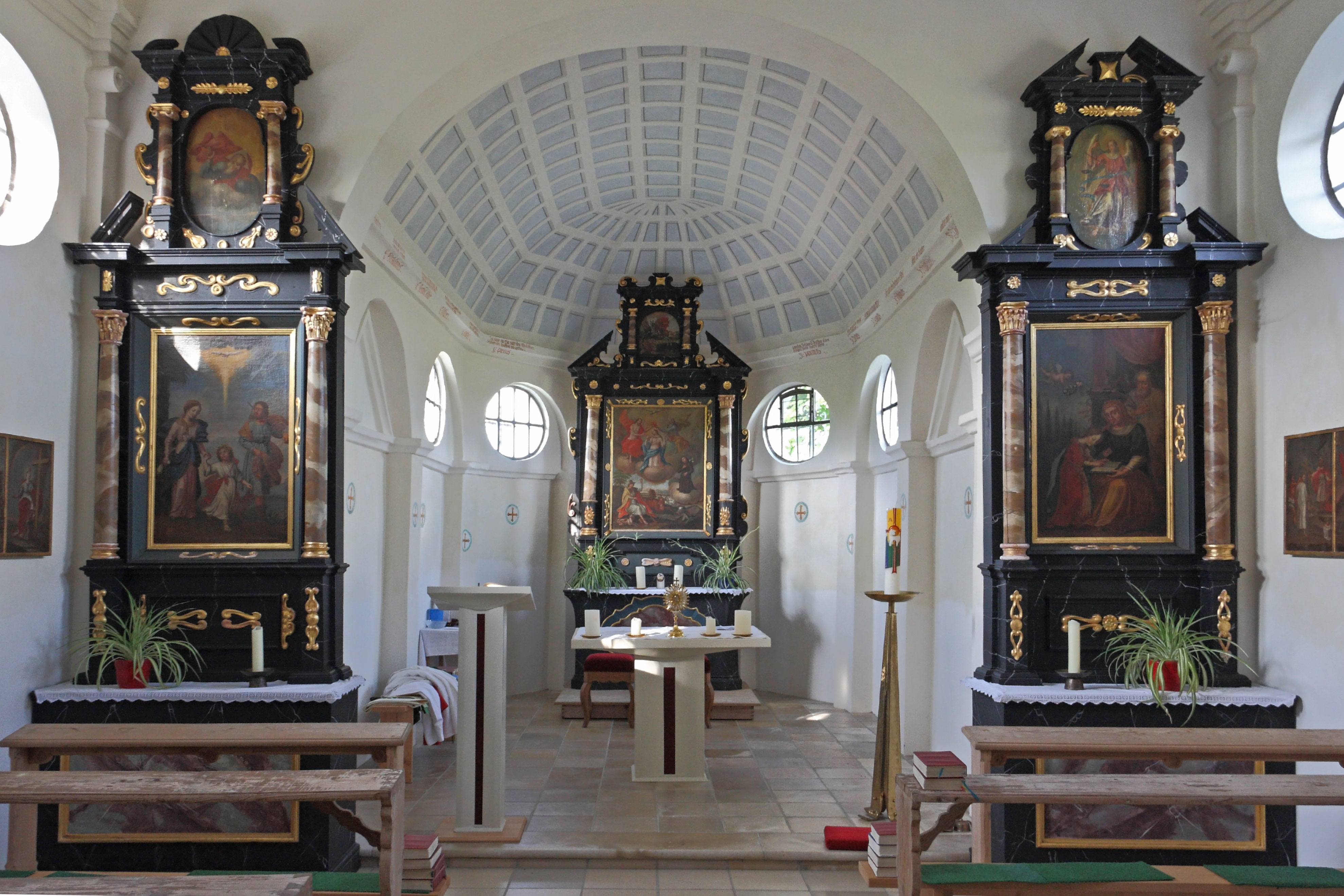
Innenansicht mit den drei Altären

Die römisch-katholische Kapelle St. Wendelin befindet sich in Schöneberg, einem Ortsteil von Pfaffenhausen im Landkreis Unterallgäu in Bayern. Die Kapelle steht unter Denkmalschutz.

## Lage
Die Kapelle steht etwa 800 Meter westlich des Ortes an der Kreuzung der Straße Schöneberg-Breitenbrunn und der Bundesstraße 16.

## Geschichte
Die Kapelle wurde im Jahr 1685 von dem aus dem Ort stammenden Bauer Georg Salger als Sühne für einen Hostienfrevel errichtet. An derselben Stelle wurden 1676 aus Holzgünz geraubte Hostien verbrannt. Die Weihe der Kapelle erfolgte am 14. Oktober 1685 durch den Augsburger Weihbischof Johannes Eustache Egolf von Westernach. 1806 wurde aus einem damals noch bestehenden Türmchen eine Glocke entfernt. Ab dem Jahr 2005 fand eine umfassende Sanierung der Kapelle statt, bei der unter anderem frühere Malereien im Inneren wiederhergestellt wurden.

## Baubeschreibung
Das Gebäude besteht aus einem einschiffigen Langhaus mit Flachdecke. Gegliedert ist das Langhaus durch Pilaster. An dieses schließt sich der eingezogene, dreiseitig geschlossene Chor an. Das Äußere besitzt ein profiliertes Traufgesims. Die Schrägen des Westgiebels sind profiliert. Die Westtür ist rautenförmig aufgedoppelt, vor ihr befindet sich ein neues Vorzeichen.
Der Chor besitzt eine Halbkreistonne über einem gekehlten Gesims. Die Wandgliederung wird durch Pfeiler, um die ein umlaufendes Gesims verköpft ist, erreicht. Über jeder Achse ist eine Halbkreisblende. In den Westgiebeln befindet sich je ein Dreiecksgiebel auf dem Gesims, in den anderen befinden sich Querovalfenster. Eine flache Rundbogennische befindet sich im Chorscheitel. Der Chorbogen ist rundbogig und mit einem Kämpfergesims geschmückt. Vor der Restaurierung im Jahre 1970 wurde dort die Jahreszahl 1685 freskiert. Das kurze, flachgedeckte Langhaus besitzt drei Achsen. Die Wandgliederung wird durch ionische Pilaster mit einem verkröpften, dreiteiligen Gebälk, das in den Ecken rudimentär ist, erreicht. In den beiden östlichen Achsen befinden sich Querovalfenster, in der westlichen Achse eine Empore mit einer gefelderten Holzbrüstung. Die Türe im Westen ist stichbogig.

## Ausstattung
Die Kapelle besitzt drei 1685 geschaffene Altäre aus blau-schwarz und rot marmoriertem Holz mit vergoldeten, schlichten Ohrmuschelornamenten. Der Hochaltar besitzt einen konkaven Stipes mit schräg vorspringenden Ecken aus den Jahren um 1720 bis 1730. Der Aufbau ist zweisäulig mit einem verkröpften Gebälk. Das rechteckige Altarbild zeigt eine Marienkrönung durch die Heilige Dreifaltigkeit. Im unteren Bereich sind der Kapellenpatron Wendelin mit einer Herde und der heilige Antonius von Padua zu sehen. Der Giebel ist gesprengt. Der Auszug besitzt ein verkröpftes Gebälk und ein rundes Gemälde auf Holz mit dem heiligen Georg beim Drachenkampf. Das Altarkruzifix und die vier Holzleuchter sind spätklassizistisch.
Die beiden Seitenaltäre besitzen zweisäulige Aufbauten mit einem verköpften Gebälk und einem gesprengten Giebel. Die Altarbilder sind rechteckig und zeigen im nördlichen Altar die Heilige Familie, im südlichen Maria mit ihren Eltern. Der Auszug ist zweisäulig und besitzt ebenfalls ein verkröpftes Gebälk. Darin befinden sich hölzerne Ovalbilder. Das nördliche zeigt Gottvater, das südliche den heiligen Michael.
Die 15 Kreuzwegstationen stammen aus der ersten Hälfte des 18. Jahrhunderts und bestehen aus Öl auf Leinwand. Sie wurden 1970 restauriert. Die Kniebänke stammen aus dem 18. Jahrhundert und besitzen balusterähnliche, geschweifte Brettwangen. Sie bestehen aus ungefasstem Nadelholz.